# Margherita Caffi
Margherita Caffi (Milan, 1648 - Milan, 20 septembre 1710), est une peintre italienne baroque de la fin du XVIIe et au début du XVIIIe siècle, qui fut spécialisée dans la peinture de natures mortes, de fleurs et de fruits.

## Biographie

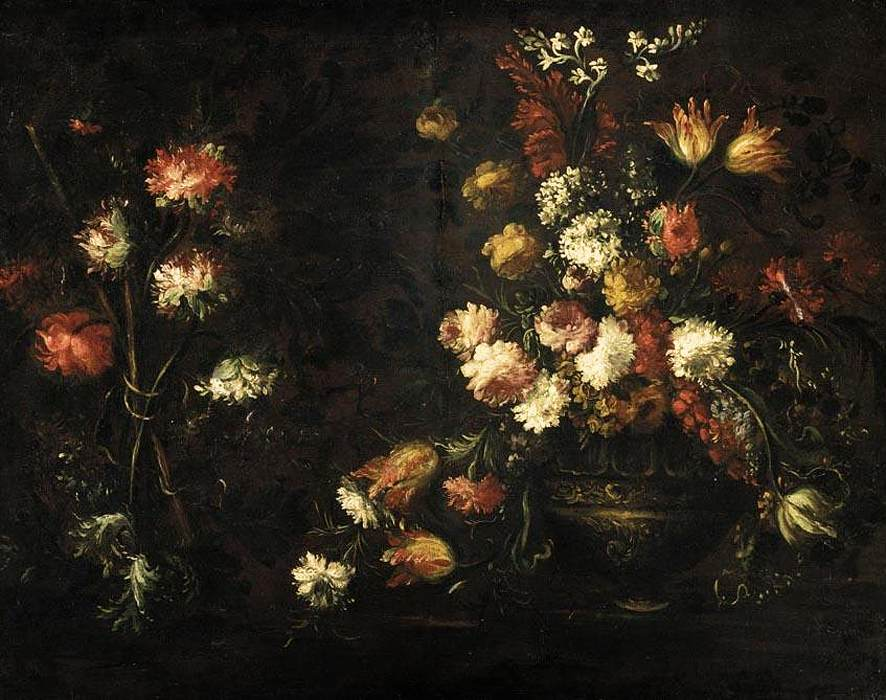
Nature morte au vase de fleurs.

Son père Vincenzo Volò et son mari Ludovico Caffi, qu'elle épouse en 1668 à Crémone, étaient tous les deux des peintres de natures mortes.
Elle a été patronnée par le grand-duc de Toscane, par les Habsbourg au Tyrol, et par le roi d'Espagne à Madrid.
Elle passa les dernières années de sa vie à Milan où elle fonda une école locale de peinture de natures mortes.

## Œuvres
- Grands Bouquets de fleurs
- Nature morte avec fleurs et poteries
- Nature morte avec fontaine et fleurs
- Nature morte, guirlande, paniers avec fleurs variées et colombe
- Corbeille de fleurs (musée des Beaux-Arts de Dole)